# Далас маверикси
Далас маверикси (енгл. Dallas Mavericks) су амерички кошаркашки клуб из Даласа, Тексас. Играју у НБА лиги (Југозападна дивизија). У српским медијима се надимак ове екипе некада преводи као „дивља телад”.

## Домаће дворане
- Reunion Arena (1980-2001)
- American Airlines Center (2001-и даље)

## Историја
Године 1980, Дон Картер и Норм Сонџу, двојица бизнисмена из Даласа, добили су од вођства НБА одобрење за оснивање новог кошаркашког клуба. Бизнисмени су платили 12.000.000 за улазак новог клуба у лигу.
Тим је добио име по вестерн серији Маверик у којој је један од суоснивача глумио истоимени лик.
У првој утакмици Маверикси су побиједили Сан Антонио резултатом 103-92, али су сезону завршили са 15 побједа и 67 пораза. У току сезоне Мавси су довели Бреда Дејвиса који је у задњих 26 утакмица сезоне (колико је и одиграо) био најбољи асистент у тиму. Провео је наредних 12 година у клубу, а Маверикси су повукли његов дрес са бројем 15.
НБА драфт 1981. године сплетом срећних околности доноси Мавсима три значајне позиције на драфту. Као први пик у клуб долази Марк Агвајер, као девети Роландо Блекман а као двадесетчетврти Џеј Винсент.
Са новим појачањима Мавси су завршили сезону са скором 28-54, те препустили задње мјесто у групи екипи Јута Џеза.
Побољшање је услиједило у сезони 1982-83. коју су завршили са 10 побједа више. Доигравање им је измакло за 7 побједа.
Марк Агвајер је предводио екипу са просјеком од 24,4 поена по утакмици (шести у НБА лиги).

### Пут ка успјеху
Маверикси су у четвртој сезони успјели ући у доигравање, завршивши сезону позитивним скором 43-39. Агвајер је завршио сезону као други стријелац лиге, са просјеком 29,5 поена.
У првом кругу доигравања прошли су Сониксе (3-2), али су Лос Анђелес лејкерси, предвођени Меџик Џонсоном, били прејаки за младу екипу из Даласа.
У доигравање су се пласирали и у сезони 1984-85, али су испали у првом кругу од Портланда
Сезону 1987. завршили су са скором 55-27 али су велика очекивања у доигравању пореметила екипу која испада у првом кругу.
Предвођени Агвајером, који је по шести пут узастопно водећи стријелац екипе, Мавси сезону 1987-88. завршавају са скором 53-29. Релативно лако долазе до конференцијског финала, што је био највећи успјех клуба до тада.
У конференцијском финалу, Лејкерси у седам мечева побјеђују Мавсе.

### Године за заборав
Наредне сезоне Агвајер одлази из екипе а повреде и неспортски живот играча спречавају их да се пласирају у доигравање.
У сезони 1990. играли су у доигравању, али су испали су у првом кругу.
Услиједио је период неиграња у завршници у којем је било много размјена играча и промјена тренера, као и неколико лоших избора на драфту.
У погледу играчког кадра, најважнији догађаји из тог периода су били довођење играча Мајкла Финлија (1996), Дирка Новицког и Стива Неша (1999).
Можда и најважнији догађај је био промјена власника: Марк Кјубан је 1. јануара 2000. купио Мавсе за 285.000.000 долара. Као бивши власник сезонске улазнице, Кјубан је одредио нови правац у популаризацији клуба. Његови контроверзни потези (дозволио је Денису Родману да живи у његовој кући читаву седмицу) учинили су га популарним међу навијачима, а самим тим и популарност клуба је порасла. Такође је кажњаван милионским износима због кршења НБА правила.

### Нови почетак
Предвођени тројцем Новицки, Финли и Неш, Мавси у првој сезони са новим власником, улазе у доигравање и постају редовни учесници завршница.
Године 2003. понављају велики успјех пласманом у конференцијско финале против Спарса. У трећој утакмици, код резултата 1-1 у утакмицама, водећи играч Дирк Новицки повриједио је кољено, чиме је пропустио остатак финала. Након тога Спарси су побиједили са 4-2 у серији.
Године 2004, по истеку уговора, Стив Неш одлази из клуба, што је у великој мјери уназадило нападачку игру Мавса, али са новим појачањима клуб је појачао игру у одбрани.
Наредне године у другом кругу доигравања испадају од Санса које је предводио бивши играч Маверикса Стив Неш.
Сезону 2005-06 завршавају скором 60-22, а у финалу конференције поново се сусрећу са Сансима и Нешом. Мавси побјеђују и први пут у историји клуба пролазе у НБА финале.

### Финале 2006
У финалу их је чекала екипа Мајами хита, првака Источне конференције
Маверикси су побиједили у прве двије утакмице, а у Даласу су већ почеле припреме за велику прославу.
У трећој утакмици су водили са 13 поена разлике на мање од седам минута до краја, али су ипак изгубили 98-96 након серије 22-7 за Хит.
Након тога Двејн Вејд је предводио Мајами до освајања титуле, постижући у четири побједничке утакмице 36 и више поена. Вејд је на крају проглашен MVP-јем финала.
Играчи Мавса су правили грешке у кључним моментима и редовно промашивати одлучујућа слободна бацања.
Нервозни играчи Мавси су се на тим утакмицама неспортски понашали па их је вођство НБА казнило са 250.000 долара (Кјубан), 5.000 долара (Новицки) а Џери Стекхаус је кажњен утакмицом неиграња.

## Значајни појединци

### У Кући славних
- Алекс Инглиш

### Заслужни појединци
- Дон Картер оснивач клуба
- Марк Агвајер
- Џеј Винсент
- Мајкл Финли
- Дирк Новицки
- Џејсон Тери
- Џејсон Кид
- Џамал Машберн
- Стив Неш
- Денис Родман

### Повучени бројеви
- 15 Бред Дејвис, бек, 1980-92
- 22 Роландо Блекман, бек, 1981-92
- 41 Дирк Новицки, крилни центар, наступао: 1998—2019